# Plakobranchus
Plakobranchus van Hasselt, 1824 è un genere di molluschi marini sacoglossi della famiglia Plakobranchidae.

## Descrizione
Il corpo è allungato e appiattito dorsoventralmente, il notum è costituito da parapodi laterali che si ripiegano sulla superficie dorsale. L'orifizio anale è situato in posizione anterodorsale e hanno un lungo dardo. La testa è ampia e appiattita; i rinofori si trovano negli angoli anteriori. Gli organi masticatori sono dentellati. Gli occhi sono nella posizione mediodorsale su una piccola papilla. Hanno numerose lamelle dorsali longitudinali, che contengono ramificazioni della ghiandola digestiva. La coda è troncata.

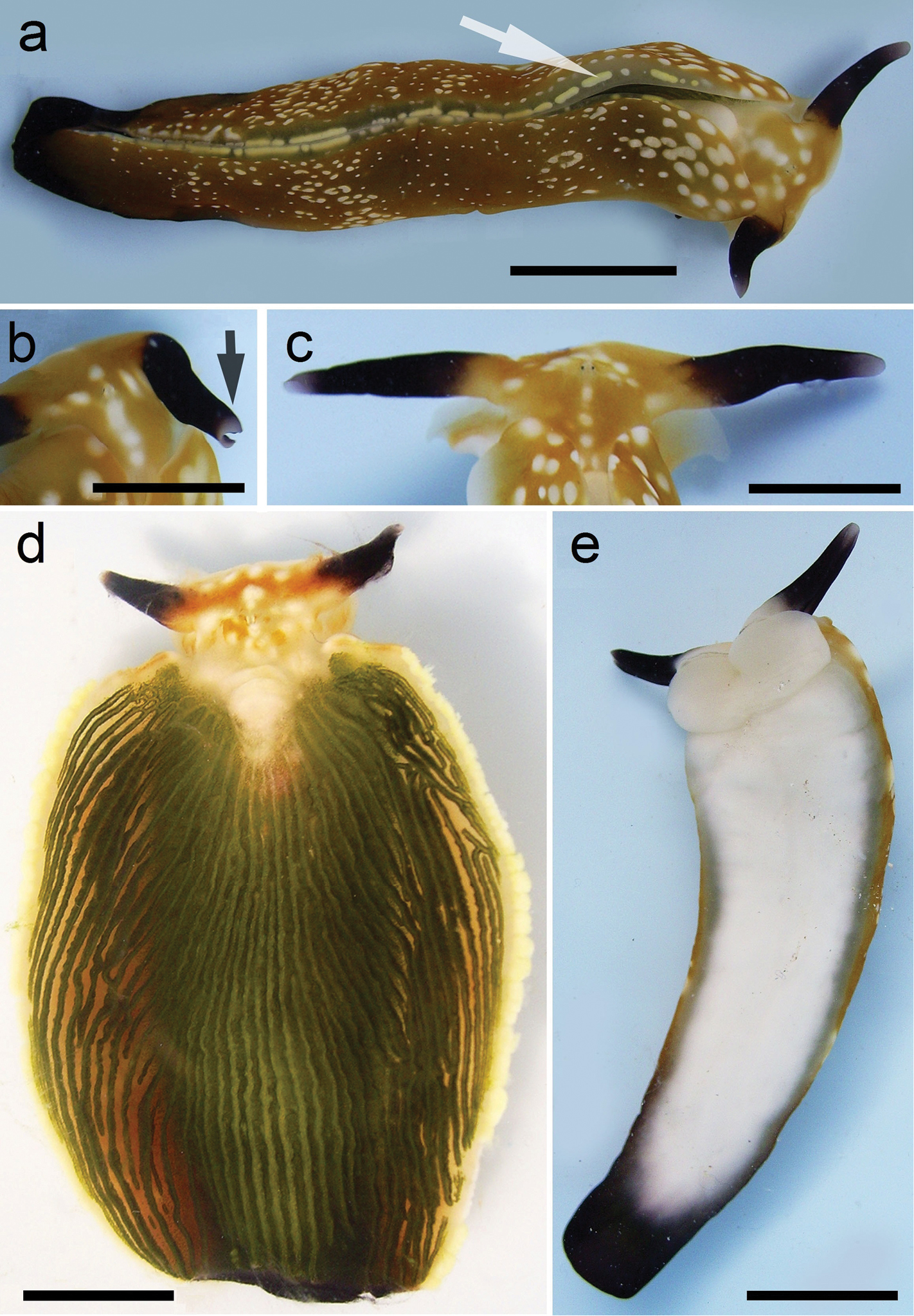
Plakobranchus papua Meyers-Muñoz & van der Velde, 2016.
a: vista dorsale, notum arrotolato sulla superficie dorsale del corpo; la freccia mostra brevi punti gialli lungo il bordo del notum.
b: vista dorsale con dettaglio del rinoforo arrotolato indicato dalla freccia.
c: dettaglio della testa, rinofori e tentacoli del piede.
d: notum aperto con lamelle contenenti rami di ghiandola tratto digestivo e che mostra l'area renopericardica.
e: vista ventrale della prominenza orale bilobata, piede stretto e coda nera troncata.
Barre della scala: a, d, e = 10 mm; b, c = 5 mm

Raggiungono i 4 cm di lunghezza.

## Biologia

### Alimentazione
Si nutrono di un'ampia varietà di alghe verdi marine, comprese almeno cinque specie della classe Ulvophyceae. Hanno anche la capacità di trattenere cloroplasti funzionali nelle loro cellule digestive, dalle alghe verdi, essendo animali con la capacità di eseguire fotosintesi.

### Riproduzione
Sono animali ermafroditi, che posseggono un dardo con cui eseguono l'inseminazione ipodermica. Hanno una prostata ramificata, ghiandole per la produzione di albume e un paio di borse copulatorie secondarie, che rendono il genere unico all'interno dell'ordine Sacoglossa.

## Distribuzione e habitat
Il genere è diffuso nell'ecozona dell'Indo-Pacifico, dalle coste di Zanzibar e del Mar Rosso a Guam.
I membri delle sue varie specie sono state reperite sul fondo, striscianti o semi-sepolte nella sabbia, in acque dalla temperatura tra i 23,04 e 29,24 °C e alla profondità compresa tra 1,5 e 12 m. Frequentano letti di zostera e le barriere coralline.

## Tassonomia
L'autore del genere ha scritto il nome originariamente come Plakobranchus, tuttavia è stata prevalentemente riportata per lungo tempo come Placobranchus, dovuta a una errata citazione di André Étienne d'Audebert de Férussac (1824) in una traduzione dell'opera di van Hasselt.
Attualmente il World Register of Marine Species (2020) assegna il genere Plakobranchus alla famiglia Plakobranchidae, riconoscendo come valide le seguenti specie:
- Plakobranchus noctisstellatus Mehrotra, Caballer, C.M. Scott, Arnold, Monchanin & Chavanich, 2020
- Plakobranchus ocellatus van Hasselt, 1824
- Plakobranchus papua Meyers-Muñoz & van der Velde, 2016

Sinonimi
- Plakobranchus argus Bergh, 1872 sinonimo di Plakobranchus ocellatus van Hasselt, 1824
- Plakobranchus camiguinus Bergh, 1872 sinonimo di Plakobranchus ocellatus van Hasselt, 1824
- Plakobranchus chlorophacus Bergh, 1873 sinonimo di Plakobranchus ocellatus van Hasselt, 1824
- Plakobranchus guttatus Stimpson, 1855 sinonimo di Plakobranchus ocellatus van Hasselt, 1824
- Plakobranchus ianthobaptus Gould, 1852 sinonimo di Plakobranchus ocellatus van Hasselt, 1824
- Plakobranchus laetus Bergh, 1872 sinonimo di Plakobranchus ocellatus van Hasselt, 1824
- Plakobranchus moebii Bergh, 1888 sinonimo di Thuridilla moebii (Bergh, 1888)
- Plakobranchus priapinus Bergh, 1872 sinonimo di Plakobranchus ocellatus van Hasselt, 1824
- Plakobranchus punctulatus Bergh, 1872 sinonimo di Plakobranchus ocellatus van Hasselt, 1824
- Plakobranchus virgata Bergh, 1888 sinonimo di Thuridilla virgata (Bergh, 1888)